# Microphthalmus stocki
Microphthalmus stocki är en ringmaskart som beskrevs av Hartmann-Schröder 1980. Microphthalmus stocki ingår i släktet Microphthalmus och familjen Hesionidae. Inga underarter finns listade i Catalogue of Life.